# 日産・サニーカリフォルニア
サニーカリフォルニア（SUNNY CALIFORNIA）は、日産自動車が1979年から1996年まで製造・販売していたステーションワゴン型の乗用車である。

## 初代 B310型（1979年 - 1981年）
野外レジャーやショッピングへの需要に応えて、ステーションワゴン型のサニーを発表した。命名の由来やスタイリングも含めて若々しさを意識しており、この当時カリフォルニアを中心とした趣味性の高いライフスタイルの流行、いわゆる「西海岸ブーム」が起こっていたことにも影響している。
バンパーは他のシリーズよりも大型のものであり、オプションでショックアブソーバー付衝撃吸収バンパーを選択できた。オプションには他にも、木目調のサイドパネルもあった。
グレードはデラックス、GL、SGL、GX、SGX-Eとなっている。デラックスだけ4速フロアシフトのみ設定。SGLには後席シートにスプリット機構を採用した。
- 1979年
  - 1月23日 - B310型サニーの登場から1年2か月遅れて、サニーシリーズ初のステーションワゴンとしてデビュー。発表当時はステーションワゴンではなく5ドアスポーツセダンという扱いであった。エンジンはセダン、クーペと同じもので、昭和53年排出ガス規制および昭和54年騒音規制に適合したA14型（シングルキャブレター仕様）のみ[2]。
  - 10月25日 - マイナーチェンジでフロントノーズをスラント化。同時にリアナンバープレートの位置をバンパー上に移動。5速MTのシフトパターンを変更し、水平基調のラジエーターグリルと当時流行の角型ヘッドランプなどを採用。スポーツタイプのGXが追加され、こちらにはメッシュタイプの黒色ラジエーターグリルが装備された[3]。
- 1980年
  - 11月28日 - マイナーチェンジ。エンジンは1500ccのA15型に変更。デラックスとGLのグリル中央部にモールを追加。GXはヘッドランプフィニッシャーを黒で縁どり、グリル中央部に赤色モールを追加した。GLとSGL用のステアリングを意匠変更するなど、僅かに変更されている。スポーツタイプの最上級グレードに電子燃料噴射装置（ニッサンEGI）付のSGX-Eを追加した。サンルーフ装着車をSGLとGXに設定した[4]。
- 1981年
  - 10月 B11型にフルモデルチェンジして販売終了。

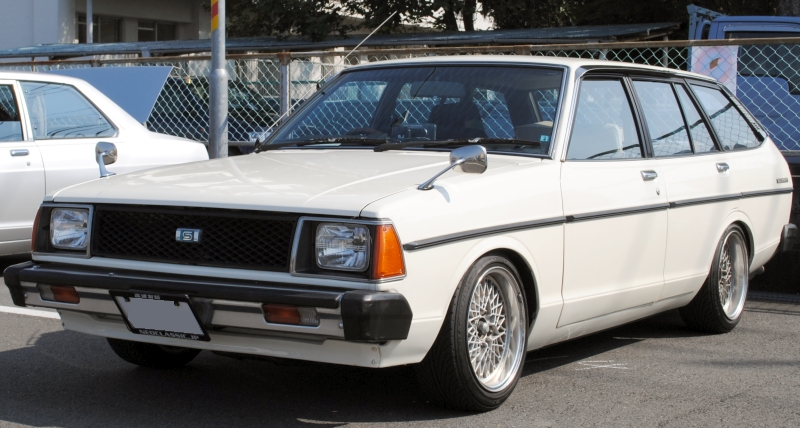
後期型

## 2代目 B11型（1981年 - 1985年）
- 1981年（昭和56年）10月 B11型サニーの5ドアワゴン版として登場。ベース車と同様に駆動方式を後輪駆動（FR）から前輪駆動（FF）に改め、エンジンも旧態依然としたOHVのA型から、N10型パルサー/ラングレーに先行投入されていた新開発SOHC8バルブのE型エンジン（E13S/E15S/E15E型）を横置き搭載した。これは、サニーで初めてカムシャフトの駆動にタイミングベルトを採用したエンジンでもある。

なお、1981年（昭和56年）7月に当時の石原俊社長の方針で、国内外で展開していた「ダットサン」ブランドを廃止し、「日産」ブランドへ統一する事が発表された（ダットサン・ピックアップを除く）ため､「日産・サニーカリフォルニア」となる。
- 1982年（昭和57年）10月 初のディーゼルエンジン車を設定。直列4気筒SOHC・1,680 ccのCD17型を採用。最高出力はグロス61馬力を発生した。
- 1983年（昭和58年）10月 マイナーチェンジ。E15Eエンジン搭載車廃止、フェイスリフトで後期型となる。
- 1984年（昭和59年）10月 一部改良。
- 1985年（昭和60年）9月 B12型系にバトンタッチし、終売。

## 3代目 B12型（1985年 - 1990年）
- 1985年9月 B12型サニーの5ドアワゴン版として登場。通称「トラッドサニー」。リアシートは5：5の左右分割可倒式でリクライニング機構付き。歴代のサニーカリフォルニアとしては最もラゲッジルームの容積が小さく、どちらかと言えばショートワゴン、もしくは5ドアハッチバックセダンに近いスタイリングとなっている。エンジンはガソリン1.5リッターとディーゼル1.7リッター。リアサスペンションは先代のトレーリングアームから、パラレルリンク式ストラット/コイルの独立懸架へと変更。
- 1986年9月 ビスカスカップリング式の「フルオート・フルタイム4WD」車を追加。
- 1987年9月 マイナーチェンジ。外装ではフロントマスクと、特にリア周りのデザイン（リアコンビネーションランプやナンバー取付け位置など）が変更された。特筆すべきはエンジンで、1500ccガソリン車のエンジンが、直列4気筒SOHC・8バルブのE15型から、直列4気筒SOHC・12バルブのGA15型[5]に変更された。「1500スーパーサルーン」系のフルオート・フルタイム4WD車にはメカニカル式ABSをメーカーオプションで設定。
- 1988年6月 トリプルビスカス式4WD車を追加。
- 1989年1月 2回目のマイナーチェンジ。
- 1990年10月 Y10型にバトンタッチし終売。

## 4代目 Y10型（1990年 - 1996年）
- 1990年10月　B13型サニーから9か月遅れでデビュー。ベース車はADバン・ワゴンに変更され、型式もサニーとは異なる「Y10型」となる。運転席前方のインパネはADバン・ワゴン用と異なり既存のB13型サニーの「スーパーサルーン」系グレード用のものが流用されており、そのためか、全てのグレードにタコメーターが標準装備となっている。エンジンはDOHCキャブレターの「GA15DS」一機種、グレードもベーシックモデルの「タイプA」とハイグレードの「タイプB」の2つのみに絞られる。4WDはビスカスカップリング式の「フルオート・フルタイム4WD」を継続採用。
- 1993年8月 マイナーチェンジ。フロントバンパー/サイドガードモールのデザイン変更、ハイマウントストップランプ付きリアスポイラー、サイドドアビーム、衝撃吸収ステアリングパッドを新採用。エアコンを新冷媒タイプに変更。
- 1994年9月 一部改良。タイプAの装備を簡略化し、専用シートトリムなどを追加した「サンホゼ」を新設定。「GTパック」や「オーディオパック」をオプション設定。全車にABSをオプション設定。
- 1995年6月 一部改良。「GA15DS」をEGI仕様の「GA15DE」に換装、最高出力が94psから105psにアップ。全車に運転席SRSエアバッグを標準装備。フロントグリル、シートトリムのデザイン変更。
- 1996年4月[6] 生産終了。在庫対応分のみの販売となる。
- 1996年5月 ADワゴンと統合され、ビッグマイナーチェンジによって「ウイングロード」に車名が変更される。「サニーカリフォルニア」の名はこの代をもって消滅し､17年の歴史に幕を下ろした。「カリフォルニア」というネーミングは、初代ウイングロードのサニー店向けのグレード名として残された。
- 商用車と代り映えのない内外装やベース車ゆえの荷室を優先した狭い後席、当時でもすでに時代遅れのキャブレター式エンジンででライバルのカローラワゴンにセールス面で大きく差をつけられた